# Sátáni játszma
A Sátáni játszma (eredeti cím: Lost Souls) 2000-ben bemutatott amerikai horrorfilm Janusz Kamiński rendezésében. A forgatókönyvet Betsy Stahl és Pierce Gardner írta. A főbb szerepekben Winona Ryder, Ben Chaplin és John Hurt látható. Ez volt az operatőrként tevékenykedő Kamiński első rendezése. 
2000. október 13-án mutatták be az Egyesült Államokban. Magyarországon 2001. január 18-tól vetítették a mozikban.

## Cselekmény
Maya Larkinon tinédzserként ördögűzést hajtottak végre, ami megszilárdította benne katolikus hitét. Maya gyakran elkíséri a papokat ördögűzésre, míg egy nap a sorozatgyilkos matektanár, Henry Birdson ördögűzésére kerül sor egy pszichiátriai klinikán. Birdsonnak epilepsziás rohamai vannak, és megszállottan firkál egy rejtélyes számsorozatot. A szertartás azonban sikertelen, Birdson kómába esik, Lareaux atya pedig legyengül. Maya kicsempészi Birdson jegyzeteit, és sikerül megfejtenie belőle Peter Kelson nevét. Mayának szörnyű látomásai vannak, ezért a férfi keresésére indul.
Peter író, aki kutatást végez sorozatgyilkosokról, nárcizmusról és parapszichológiáról. Egy visszatérő álma van egy könyvről, aminek borítóján a "XES" felirat szerepel. A három betű valójában a görög ábécé "χεζ" megfelelői (chi, epszilon, zeta) , amely 22 + 5 + 6 értékében azt jelzi, hogy az ördög megtestesülése találkozik egy emberrel a 33. születésnapja percében. Maya rájön, hogy Petert kiválasztotta az ördög, ezért ráveszi Petert, hogy vegyen részt egy ördögűzésen. Odaadja neki Birdson ördögűzéséről készült kazettát, hogy nézze meg, és keressen egy pentagrammát az ágya alatt. 
Peter pentagrammát nem talál, a kazetta pedig lejátszás után néma marad. Másnap kiderül, hogy a szomszéd lakó öngyilkos lett, aki hallotta Birdson sikolyait. Maya és Peter később Peter barátnője, Claire lakása alatti álmennyezetben találnak egy pentagrammát, Claire pedig pisztolyt ránt Mayára. A két nő dulakodása közben elsül a fegyver, Claire pedig életét veszti. Peter egy családi összeesküvésben találja magát, ezért Lareaux atyához fordulnak. Az atya nem tud már ördögűzést végezni, és őt is megszállja az ördög. Habár Lareaux atyát próbálják megmenteni, belehal a szertartásba, élete utolsó percében Peter nagybátyjához, James atyához küldi őket.
Peter-ön születésnapja közeledtével elhatalmasodik a félelem, ezért a templomba rohan segítségért, de a mise lövöldözésbe torkollik, meghal James atya és másik két családtag. Maya és Peter autóval elmenekülnek a helyszínről. Peter fegyvert ad Mayának, hogy lője le, és ne hagyja átváltozni, de Maya még bízik a csodában. Az óra 4:55-ről hirtelen 6:66-ra ugrik, de nem történik semmi, ezért Peter visszakéri Mayától a fegyvert. Maya azonban átlát a cselen, és lelövi Petert, akit már megszállt az ördög.

## Szereplők
| Szerep              | Színész           | Magyar hangja   |
| ------------------- | ----------------- | --------------- |
| Maya Larkin         | Winona Ryder      | Orosz Anna      |
| Peter Kelson        | Ben Chaplin       | Görög László    |
| Claire Van Owen     | Sarah Wynter      | Ullmann Zsuzsa  |
| James atya          | Philip Baker Hall | Rajhona Ádám    |
| Lareaux atya        | John Hurt         | Bács Ferenc     |
| John Townsend       | Elias Koteas      | Kerekes József  |
| Frank Page atya     | Brian Reddy       | Dengyel Iván    |
| Mike Smythe nyomozó | John Beasley      | Barbinek Péter  |
| Henry Birdson       | John Diehl        | Wohlmuth István |

Kisebb szerepekben felbukkan Anna Gunn Sally Prescottként, Jan Tříska Melvin Szabóként és Alfre Woodard Dr. Allen szerepében.

## Fogadtatás
Habár a látványvilágot és a fényképezést dicsérték, a film maga negatív visszhangra lelt. A Rotten Tomatoeson 8%-os minősítést ért el 92 értékelés alapján, az összesítő szerint: „Bár Kaminski filmje vizuálisan stílusos, a Sátáni játszma csak egy újabb származékos belépő az apokalipszis műfajban, erőtlen rendezéssel, érdektelen karakterekkel és ijesztgetés nélkül.” Jonathan Rosenbaum a Chicago Readertől azt írta: „Sajnos, a kinézet itt minden, a történetmesélés és a karakterek pedig szinte semmit sem jelentenek, így ami itt létrejön, az furcsán hatástalan és közömbös - vizuálisan feltűnő díszletek egy üres térben.” Bob Thomas az Associated Presstől azt írta: „Jól megtervezett, elsőrangú színészgárdával és Steven Spielberg kedvenc filmrendezője, Janusz Kaminski biztos kezű rendezésével.” Kim Newman az Empire Magazine-tól azt írta: „Winona Ryder fanoknak, tévelygő bibliatudósoknak, a pénzes manhattani berendezők és Mark Kermode rajongóinak ajánlott. Mindenki más, vigyázzon!”
A MetaCritic 16 pontot adott a 100-ból 29 vélemény alapján. Kim Morgan a The Oregoniantól azt írta: „Hiányzik az összhang, és ami pedig legfontosabb, hogy nem ijesztő.” Rene Rodriguez a The Miami Heraldtól azt írta: „A legérdekesebb dolog a Sátáni játszmában az, hogy hogyan sikerült ennyi tehetséget magához vonzania.”
A Sátáni játszma veszteséges film lett. A Box Office Mojo szerint 31 millió dolláros bevételt ért el az 50 millió dolláros költségvetéssel szemben.